# 平陽駅 (湖南省)
平陽駅（へいようえき）は、長沙地下鉄4号線の駅。長沙市雨花区の曲塘路と黎托路の交差点に位置する。2019年5月26日開業。

## 周辺
- 曲塘路[1]
- 黎托路[1]
- 恒大国際広場[2]
- 恒大緑洲[2]
- 新城吾悦広場[2]
- 緑地智慧広場[2]